# Küçükçekmece

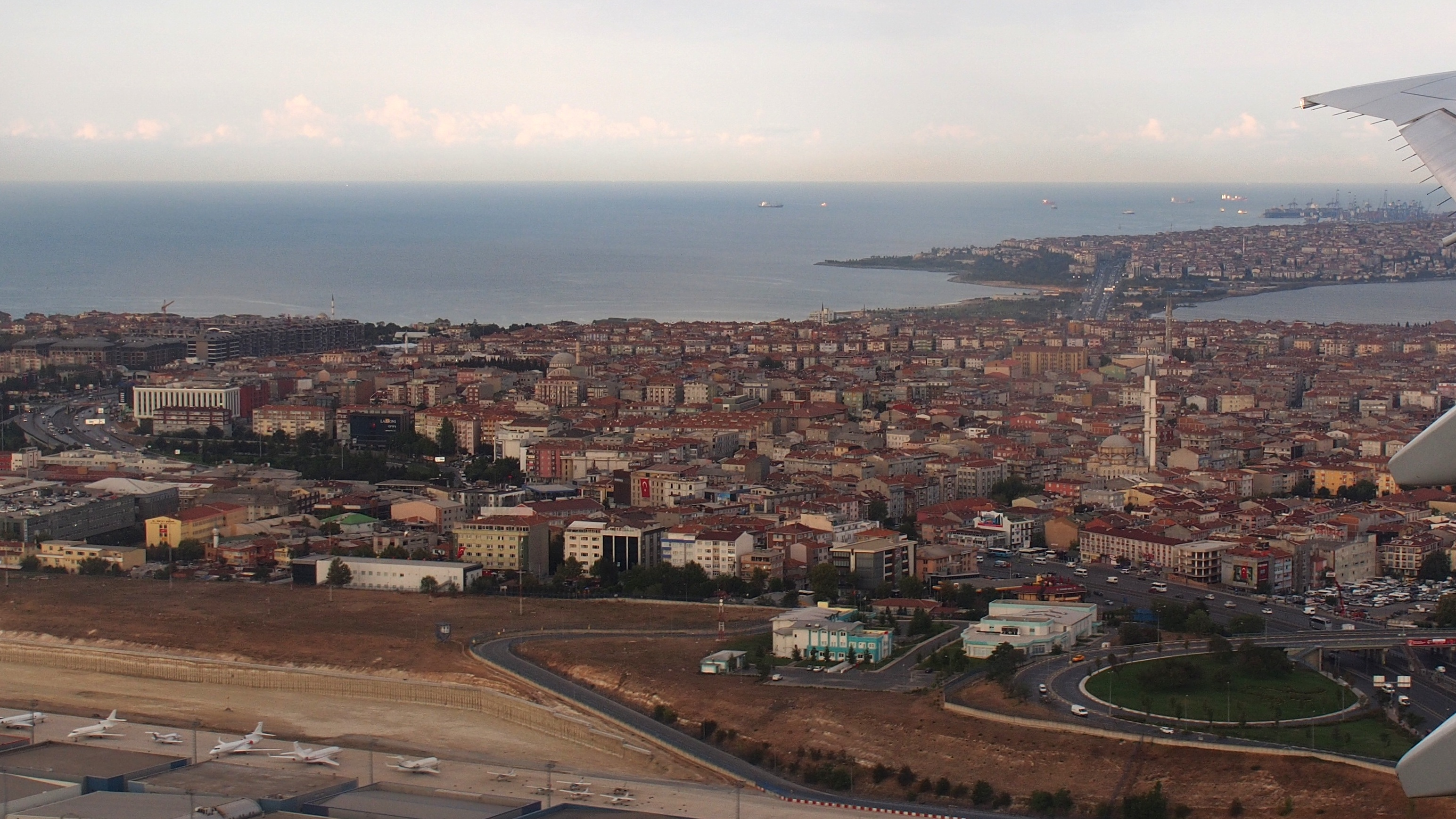
Aerial view of Küçükçekmece district

Küçükçekmece é um grande distrito da província de Istambul, na Turquia, situado na parte europeia do distrito. Encontra-se a 23 km da cidade, ao outro lado do Aeroporto Internacional Atatürk. Conta com uma população de 669 081 habitantes (2007) e uma superfície de 118 km².